# Norwegische Meisterschaften im Biathlon 1971
Die norwegischen Meisterschaften im Biathlon 1971 fanden am 30. und 31. Januar 1971 im Dorf Vingelen in der Kommune Tolga, Provinz Innlandet statt. Ausgetragen wurden ein Einzelwettkampf über 20 Kilometer sowie ein Staffelrennen mit vier Startern pro Team.
Sieger des Einzels wurde nach seinem Vorjahreserfolg erneut Kjell Hovda, die Juniorenwettkämpfe gewannen Odo Bjarne Brandsnes und Kjell Høyland.

## Männer

### Einzel (20 km)
| Platz | Starter         | Verein    | Zeit      | Treffer |
| ----- | --------------- | --------- | --------- | ------- |
| 1     | Kjell Hovda     | IVSØ      | 1:28:45 h | 18      |
| 2     | Ragnar Tveiten  | OPIL      | 1:29:29 h | 18      |
| 3     | Ola Wærhaug     | Skedsmo   | 1:30:49 h | 16      |
| 4     | Magnar Solberg  | Trondheim | 1:31:35 h | 12      |
| 5     | Esten Gjelten   | Tolga     | 1:31:52 h | 15      |
| 6     | Ivar Nordkild   | Bjerkvik  | 1:32:24 h | 13      |
| 7     | Kåre Hovda      | Rødberg   | 1:33:01 h | 14      |
| 8     | Steinar Husby   | Åsen      | 1:33:14 h | 17      |
| 9     | Per Johan Husom | Folldal   | 1:33:37 h | 16      |
| 10    | Egil Nygård     | Tolga     | 1:34:44 h | 15      |

Start: 30. Januar 1971

### Staffel (4 × 7,5 km)
| Platz | Starter                                                     | Region        | Zeit      |
| ----- | ----------------------------------------------------------- | ------------- | --------- |
| 1     | Odd Lunde Kåre Hovda Kjell Hovda Ragnar Tveiten             | Numedal       | 2:13:34 h |
| 2     | Magnar Solberg Steinar Husby Kåre Åmodt Terje Hanssen       | Ut-Trøndelag  |           |
| 3     | Knut Løvåsen Hallvard Müller Anders Flaten Tor Svendsberget | Østerdal      | 2:19:39 h |
| 4     |                                                             | Nord-Østerdal | 2:20:06 h |
| 5     |                                                             | Ofoten        | 2:21:26 h |
| 6     |                                                             | Vefsn         | 2:26:39 h |
| 7     |                                                             | Solør         | 2:28:31 h |
| 8     |                                                             | Inn-Trøndelag | 2:28:49 h |
| 9     |                                                             | Gudbrandsdal  | 2:28:59 h |
| 10    |                                                             | Nordmøre      | 2:29:35 h |

Start: 31. Januar 1971